# 国勢調査員殺害事件
国勢調査員殺害事件（こくせいちょうさいんさつがいじけん）とは、1990年（平成2年）実施の第15回国勢調査において、非常勤の国家公務員として働いていた主婦が訪問先で殺害された事件である。
総務庁国勢統計課（当時）によると、1920年（大正9年）に国勢調査が始まって以来、国勢調査員が調査訪問先で殺害された事件は初めてのことであった。これに対して、国勢調査員に対する所管官庁の安全対策が不十分であるとの批判が起こり、その後の国勢調査では、国勢調査員に対してさらなる安全対策が講じられるようになった。

## 事件の概略
1990年10月8日、広島県広島市安佐南区で国勢調査員として働いていた主婦（当時36歳）が農道脇の竹藪で死亡しているのが発見された。当初は外傷も無く滑落による事故死と思われていたが、司法解剖の結果、絞殺であることが判明した。これを受けて広島県警察刑事部捜査第一課と広島北警察署（現：安佐南警察署）は殺人事件と見て捜査を開始した。
翌日になり犯人の男（当時25歳）が広島北警察署に出頭したため、殺人、死体遺棄容疑で逮捕された。供述によれば10月7日に男が自宅で一人でいるところに被害者が訪問したため乱暴しようとしたが、抵抗されたために衝動的に殺害。深夜になり遺体を自宅付近の竹藪に遺棄したというものであった。

## 事件の影響
事件発生を受けて塩崎潤総務庁長官は「女性調査員が夜間に一人で歩くことは反省し、施策を考えなければならない」と国勢調査における安全対策の再検討を行う方針を固めた。
以降の国勢調査では調査員の安全確保のために複数人で調査活動を行う仕組みや、マニュアルを用いた安全対策の指導、防犯ブザーなどの支給などの対策が講じられている。その後は、1995年（平成7年）実施の第16回国勢調査から現在まで同様の事件は発生していない。
1990年10月29日、広島地検は男を殺人、死体遺棄罪で起訴した。

## 刑事裁判
1990年12月11日、広島地裁（藤戸憲二裁判長）で初公判が開かれ、罪状認否で被告人は「まちがいありません」と起訴事実を全面的に認めた。
1991年3月8日、論告求刑公判が開かれ、検察側は「乱暴後、発覚を恐れて貴い命を奪った犯行はあまりにも自己中心的で悪質。今後、国勢調査員の募集に支障をきたすことが予想されるなど社会的影響も重大」として懲役20年を求刑した。
1991年4月26日、広島地裁（藤戸憲二裁判長）は「調査に伴って予想されるトラブルに対する注意、指導が欠けていたことが事件誘発の遠因になった」と広島市役所の不備を指摘した上で「犯行は凶悪で、国勢調査関係者に不安と衝撃を与えた」として被告人に懲役18年の判決を言い渡した。
弁護側は「調査員は家の中に上がらない、などの指導がなく、女性に独身男性の一人暮らしの多い地区を受け持たせるなどしていたが、配慮があれば事件は起きなかったかもしれない」と国勢調査における安全面の不備を主張していたが、判決ではその主張を全面的に認定した。